# Hong Kong Warhawks
Gli Hong Kong Warhawks sono una squadra di football americano di Hong Kong.

## Dettaglio stagioni

### Tornei nazionali

#### Campionato

##### AFLC/CNFL
| Stagione | regular season | regular season | regular season | regular season | regular season | regular season | playoff | playoff | playoff | playoff | playoff | playoff          | playoff             |
|          | Vin            | Par            | Per            | Tot            | PF             | PS             | Vin     | Per     | Tot     | PF      | PS      | risultato        | avversaria          |
| -------- | -------------- | -------------- | -------------- | -------------- | -------------- | -------------- | ------- | ------- | ------- | ------- | ------- | ---------------- | ------------------- |
| 2013     | 1              | 0              | 2              | 3              | 42             | 51             | -       | -       | -       | -       | -       | -                | -                   |
| 2014     | 3              | 0              | 2              | 5              | 149            | 85             | -       | -       | -       | -       | -       | -                | -                   |
| 2015     | 3              | 0              | 1              | 4              | 163            | 50             | 1       | 1       | 2       | 62      | 1       | Semifinale       | Shanghai Nighthawks |
| 2016     | 3              | 0              | 1              | 4              | 63             | 46             | 0       | 1       | 1       | 8       | 28      | Quarti di finale | Guangzhou Tigers    |
| 2017     | 4              | 0              | 0              | 4              | 69             | 19             | 0       | 1       | 1       | 3       | 42      | Quarti di finale | Shanghai Warriors   |
| 2018     | 4              | 0              | 0              | 4              | 101            | 14             | 0       | 1       | 1       | 21      | 26      | Quarti di finale | Shanghai Warriors   |
| 2019     | 4              | 0              | 1              | 5              | 69             | 48             | 1       | 1       | 2       | 13      | 23      | Semifinale       | Shanghai Titans     |
| Totale   | 22             | 0              | 7              | 29             | 656            | 313            | 2       | 5       | 7       | 107     | 120     |                  |                     |

Fonti: Enciclopedia del Football - A cura di Roberto Mezzetti

### Tornei locali

#### South China Bowl
| Stagione | regular season | regular season | regular season | regular season | regular season | regular season | playoff | playoff | playoff | playoff | playoff | playoff     | playoff            |
|          | Vin            | Par            | Per            | Tot            | PF             | PS             | Vin     | Per     | Tot     | PF      | PS      | risultato   | avversaria         |
| -------- | -------------- | -------------- | -------------- | -------------- | -------------- | -------------- | ------- | ------- | ------- | ------- | ------- | ----------- | ------------------ |
| 2016     | -              | -              | -              | -              | -              | -              | 2       | 1       | 3       | 40      | 32      | Terzo posto | Shenzhen Buffaloes |
| 2017     | 2              | 0              | 0              | 2              | 34             | 26             | 1       | 0       | 1       | 20      | 6       | Campioni    | Guangzhou Apaches  |
| 2018     | 2              | 0              | 0              | 2              | 46             | 28             | 1       | 0       | 1       | 19      | 6       | Campioni    | Guangzhou Apaches  |
| 2019     | 3              | 0              | 0              | 3              | 81             | 24             | 1       | 0       | 1       | 42      | 8       | Campioni    | Guangzhou Apaches  |
| Totale   | 7              | 0              | 0              | 7              | 161            | 78             | 5       | 1       | 6       | 121     | 52      |             |                    |

Fonti: Enciclopedia del Football - A cura di Roberto Mezzetti

### Riepilogo fasi finali disputate
| Anno             | Luogo | Evento           | Fase del torneo      | Incontro                                 | Risultato    |
| 19 dicembre 2015 |       | AFLC             | Semifinale           | Shanghai Nighthawks - Hong Kong Warhawks | 1 - 0 d.g.s. |
| 5 giugno 2016    |       | South China Bowl | Finale 3º - 4º posto | Shenzhen Buffaloes - Hong Kong Warhawks  | 6 - 16       |
| 27 novembre 2016 |       | AFLC             | Quarti di finale     | Hong Kong Warhawks - Guangzhou Tigers    | 8 - 28       |
| 24 giugno 2017   |       | South China Bowl | Finale               | Hong Kong Warhawks - Guangzhou Apaches   | 20 - 6       |
| 26 novembre 2017 |       | AFLC             | Quarti di finale     | Hong Kong Warhawks - Shanghai Warriors   | 3 - 42       |
| 30 giugno 2018   |       | South China Bowl | Finale               | Hong Kong Warhawks - Guangzhou Apaches   | 19 - 6       |
| 1º dicembre 2018 |       | AFLC             | Quarti di finale     | Hong Kong Warhawks - Shanghai Warriors   | 21 - 26      |
| 29 giugno 2019   |       | South China Bowl | Finale               | Hong Kong Warhawks - Guangzhou Apaches   | 42 - 8       |
| 14 dicembre 2019 |       | CNFL             | Semifinale           | Shanghai Titans - Hong Kong Warhawks     | 23 - 12      |

## Palmarès
- 3 South China Bowl (2017, 2018, 2019)